# Arthur L. Conger
Arthur L. Conger (Akron (Ohio), 30 januari 1872 - Pasadena (Californië), 22 februari 1951) was een Amerikaanse militair, diplomaat, theosoof en Leader van de Theosophical Society in Amerika.

## Eerste jaren
Arthur Latham Conger jr. werd geboren in een gezin met vier kinderen. Zijn vader was een succesvol zakenman, zowel in militaire als burgerlijke aangelegenheden, was een leidinggevend persoon in zijn staat en vrijmetselaar. Zijn moeder was arts in de osteopathie en bekleedde een belangrijke plaats in organisaties zoals de Dochters van de Amerikaanse Revolutie, de Orde van de Ster in het Oosten en Het Vrouwen Hulpkorps.
Toen Conger dertien jaar was, vond een opmerkelijke gebeurtenis plaats. Naar aanleiding van een ongeval, waarbij zijn broer Kenyon ernstige verwondingen had opgelopen, werden beide jongens naar Europa gezonden. Vergezeld door Miss Marie Parsons, lerares Europese geschiedenis aan het Buchtel College in Akron, zouden ze een jaar rondreizen. Ze bezochten de Britse Eilanden, het grootste deel van het Europese vasteland, de landen rond de Middellandse Zee en het Midden-Oosten.
In 1890 ging Conger naar Harvard. Hij was lid van The Institute of 1770, Delta Kappa Epsilon en de schermvereniging, de schaak- en de whistclubs. Een medestudent van Conger was Elliott Baird Coues jr. De vader van Coues was bekend om zijn openbare aanval op de Theosophical Society, kolonel Henry Steel Olcott, Helena Petrovna Blavatsky en William Quan Judge in de New York Sun van 20 juli 1890. Het artikel was onterecht en werd later door de Sun herroepen. 

## Theosofie
Op Harvard ontdekte Conger theosofie. Claude F. Wright, een vrijwillige werker voor de Amerikaanse Theosophical Society, deed een voorstel om op Harvard een Afdeling van de Society te beginnen onder de studenten. Hij kreeg zes studenten bij elkaar en deed een aanvraag voor een charter. Conger werd lid van de Theosophical Society op 16 juni 1892. De eerste maanden werden regelmatig bijeenkomsten gehouden, doch de examens maakten hieraan een einde. Wright vertrok en Conger werd overgeplaatst naar de Cambridge Lodge.
Conger en George Lodge bespraken allerlei aspecten van oosterse religie en filosofie met iedereen die enige interesse vertoonde. Conger werd eind 1892, hij was net 20 jaar, voorgedragen voor de  Esoterische Sectie (ES) door George D. Ayers. Judge wachtte tot november 1894 alvorens hij Conger aanvaardde. Een van de theosofen die Conger bij Judge verdedigde was Margareta Boring Gild.
In 1894 behaalde Conger zijn graad aan Harvard. Zijn ouders hadden steeds gedacht dat hij voor geestelijke zou studeren. Hoewel hij hen had geschreven dat hij niet meer in het christendom geloofde, meldde hij zich op zijn tweeëntwintigste toch aan als kandidaat voor het geestelijk ambt aan het Episcopaal Theological Seminary in Cambridge. Het eerste jaar verliep vlot. Hij bestudeerde de Sacred Books of the East, het Griekse Nieuwe Testament en de Hebreeuwse Thora.
Zijn muziekstudie van compositie zette hij ook verder. Conger en Edward MacDowell, bekend om zijn pianostukken, werden dikke vrienden. Op uitnodiging van de MacDowells ging hij die zomer mee naar Vevey, Zwitserland. Tijdens zijn verblijf in Europa nam hij een beslissing. Hij schreef aan zijn moeder dat het tijdverspilling was om nog naar het seminarie terug te gaan. Hij kon niet anders dan theosoof worden. Bij zijn thuiskomst en na een zeer emotioneel gesprek van enkele uren werd een compromis gesloten. Conger kon elke loopbaan kiezen die hij verkoos op voorwaarde dat hij nog één jaar verder studeerde aan het seminarie. Dat jaar maakte de hele klas een zeer moeilijke periode door. Er ontstonden discussies over de relatieve waarden van theosofie en van het christendom. De bisschop van Ohio, die op de hoogte werd gebracht, was van mening dat Conger theosofie moest opgeven tot het einde van zijn studies.Conger nam opnieuw een beslissing, hij verliet het seminarie en meldde zich aan als vrijwilliger bij het Hoofdkantoor van de Society in New York.
Na de dood van Judge op 21 maart 1896, kwamen Katherine Tingley en een raad van twaalf dagelijks samen om de toekomst van de Theosophical Society te bespreken. Op een van die bijeenkomsten van de raad, enkele dagen voor de jaarlijkse conventie van 26 en 27 april 1896 in Madison Square Garden, werd aan Conger gevraagd de bijeenkomst bij te wonen. Kort daarna werd hij secretaris van Katherine Tingley.

## Militaire dienst
Conger verbleef in het hoofdkwartier duurde twee jaar. Hij werd er door C.A. Griscom als een zoon behandeld. In april 1898 uitte de familie van Conger actief hun ongenoegen over zijn toewijding aan de theosofie. Ze stopten hun financiële steun. Conger wilde de Society niet belasten en vertrok.  Hij nam deel aan de Spaans-Amerikaanse Oorlog in de compagnie van het regiment van kapitein Newbold Morris.
Op 8 februari 1902 huwde Conger met Margaret Loring Guild in Boston, Massachusetts.
Congers militaire loopbaan was zeer opmerkelijk. Hij steeg snel in rang. Tijdens de Eerste Wereldoorlog werd hij chef van de inlichtingendienst in Frankrijk. Op 5 augustus 1917 werd hij benoemd tot tijdelijk luitenant-kolonel. In de zomer van 1915 leidde hij aan Harvard een seminar over militaire geschiedenis. Hij was medeoprichter en redacteur van een kwartaalblad getiteld The Military Historian & Economist (1916) en schreef drie historische documenten. 
Conger werd onderscheiden voor zijn moed. In 1900 kreeg hij de Silver Star Citation, in 1919 de Distinguished Service Medal, in 1919  het Legioen van eer van de regering van Frankrijk. Tevens ontving hij in 1919, uit handen van veldmaarschalk Pétain, de hoogste onderscheiding gegeven door de Franse regering, het Croix de Guerre.
In 1920 behaalde hij een graad aan het Army War College. Op 1 juli van datzelfde jaar werd hij luitenant-kolonel en op 27 april 1921 werd hij bevorderd tot kolonel. Hij voerde twee jaar lang het bevel over het 20e infanterieregiment. Vanaf 1924 was hij militair attaché, zowel in Berlijn, Duitsland, als in Bern, Zwitserland. Hij beëindigde zijn actieve dienst op 31 oktober 1928.

## Terugkeer naar het theosofische werk
Kolonel Conger keerde eind 1922 terug naar de Theosophical Society in Point Loma.  
Op 23 november 1922 verliet Tingley Point Loma voor een bezoek aan het oosten en het zuiden van de Verenigde Staten. Het gezelschap verbleef een paar dagen als gast bij kolonel William O. Gilbert in San Antonio. Conger ontmoette Tingley opnieuw. Enkele maanden later gingen kolonel Conger en zijn vrouw naar Point Loma. Ze ontmoetten er veel van de oudere werkers uit de beginperiode in Boston en New York. Vanaf dat moment tot aan de door van Tingley in 1929, was er een voortdurende correspondentie tussen kolonel Conger en Tingley.
Op 26 oktober 1924 keerde Tingley terug van haar Europese lezingentour. In Boston bezocht ze Conger. Ze vernam toen dat hij zou benoemd worden tot militair attaché aan de ambassade van de Verenigde Staten in Berlijn. In 1925 werd Conger benoemd tot militair attaché aan de Amerikaanse Legatie in Bern.
Tingley ging in 1925 en in 1926 naar Europa. Telkens bezocht ze Conger en logeerde in zijn huis. In Duitsland hielp hij haar met de publiciteit voor de Society. In 1926 vergezelde Conger Tingley op haar rondreis door een aantal Europese landen.
In 1929 ontving Conger een schrijven van Tingley, waarin ze aankondigde nog een reis naar Europa te zullen maken. Conger was toen gepensioneerd. Hij was haar gast in Point Loma. Hij vertrok om te herstellen van een zware astma-aanval en om zijn boek the Rise of U.S. Grant te voltooien.In juni 1929 ontving hij het nieuws over de verwondingen van Tingley, opgelopen bij een auto-ongeval in Duitsland. Toen hij korte tijd later het nieuws van haar dood vernam, was hij lange tijd diepbedroefd. Door de jaren heen was er een bijzondere en diepe band ontstaan tussen hen.
Eind juli 1929 kreeg Conger een schrijven van Gottfried de Purucker. Ook hij was bevriend met Conger. Conger antwoordde en betuigde zijn loyaliteit aan de nieuwe Leader van de Theosophical Society in Point Loma.
Met de Purucker kreeg het werk van de Society een nieuwe wending. Toen J. Henry Orme, president van de Amerikaanse Afdeling, in januari 1932, plotseling ontslag nam, kreeg Conger deze functie. Conger begon aan zijn presidentschap op 1 maart 1932. Hij kreeg echter de ziekte van Parkinson. Aanvankelijk leek het of de ziekte een bedreigende omvang kreeg. In januari 1933 voelde hij zich genoodzaakt het presidentschap op te geven. Na enkele jaren verbeterde zijn gezondheid en op vraag van de Purucker werd hij opnieuw tot president gekozen op 23 september 1939.
Conger stimuleerde de studie van de theosofie.  In 1938 werd Lucifer het officiële tijdschrift van de Amerikaans Afdeling. Ook Theosophical Nuggets, het kleine tijdschrift onder redactie van James A. Long, kreeg de goedkeuring van Conger.
Conger raakt goed bevriend met H.N. Stokes, redacteur van de O.E. Library Critic (Oriental Esoteric). In 1942 werd Conger door Stokes aangesteld als uitvoerder van zijn literair testament. James A. Long en Mevrouw Goldberg werden aangesteld als medewerkers.
De Society groeide en af en toe rezen er problemen en andere conflicten. Alle problemen die ontstonden in de Amerikaans Afdeling werden door Conger behandeld. Ook werd hij door de Purucker op de hoogte gehouden van financiële en organisatorische zaken in het Hoofdkwartier in Point Loma. Conger wist dus al in april 1940 dat het hoofdkwartier zou verhuizen van Point Loma naar Covina. In juni 1942 schreef de Purucker aan Conger in verband met een aantal slepende zaken. Hij verzocht Conger te zoeken naar een oplossing en stelde dat hij akkoord ging met de beslissingen die zouden genomen worden.
Op 27 september 1942 overleed Gottfried de Purucker. Gedurende drie jaar werd de Society bestuurd door het Kabinet. Conger bleef hoofd van de Amerikaans Afdeling. De Tweede Wereldoorlog was toen volop aan de gang. Reizen en communiceren in de Verenigde Staten was moeilijk, naar Europa gaan was uitgesloten.  

## Leiderschap
Zeven jaar vóór zijn overlijden had de Purucker een document geschreven. Hierin gaf hij aanwijzingen aan het Kabinet over de manier waarop, in bepaalde omstandigheden, na zijn dood, de Society bestuurd zou moeten worden. De mogelijkheid dat zijn opvolger misschien niet meteen zijn ambt op zich zou nemen, had de Purucker voorzien.
Het Kabinet verkoos, op 22 oktober 1945, Conger als Leader van de Theosophical Society in Covina. Onrust ontstond omdat Conger, in verband met de ziekte van Parkinson, al aan een rolstoel was gekluisterd. Zijn persoonlijke medewerkers vonden het echter een privilege om hem te dienen. De moed en integriteit van Conger, zijn krachtige doch zachtaardige optreden en zijn onvoorwaardelijke toewijding maakten bij iedereen een sterke indruk.
De tijd dat Conger Leader was, vormde een overgangsperiode. Niet enkel voor de Society, maar ook voor de wereld. De Tweede Wereldoorlog was net voorbij. Conger wilde met de Society naar de toekomst kijken. Het eerste jaar begon met een opleving van activiteiten. Sprekers bezochten verschillende landen, waaronder Canada en Europa. Deze openbare lezingen zorgden ervoor dat de daaropvolgende jaren nieuwe charters voor loges en voor één nieuwe nationale afdeling konden uitgegeven worden. Het aantal studenten en bezoekers die naar het hoofdkwartier kwamen nam enorm toe.
In 1946 vonden conventies van de nationale afdelingen plaats in de Verenigde Staten en Europa. Aan de Theosophical University werd een nieuwe cursus gestart voor wie geïnteresseerd was in openbaar werk.
Kolonel Conger wist, uit ervaring, welke moeilijkheden een oorlog met zich mee kon brengen. Hij zond vertegenwoordigers naar Europa. In 1947 werden een reeks Europese conventies gehouden met vertegenwoordigers van het hoofdkwartier. De oorlog was een belemmering geweest voor heel wat theosofische activiteiten. Voor allen die een conventie konden bijwonen was dit een emotionele ervaring, vooral in Duitsland. De Duitse conventie begon op 3 juli 1947.
Conger voerde ook een actief beleid in de uitgeverij. Nieuwe drukmachines werd geïnstalleerd. Naast het drukken van belangrijke theosofische bronnen, werden door Conger nieuwe titel toegevoegd. Ook leden hadden tijdens de oorlog vertalingen gemaakt van geschriften van Blavatsky, Judge en de Purucker. Alles werd zo snel mogelijk gedrukt en in verschillende Europese afdelingen uitgegeven. Lucifer, het blad van de Amerikaanse Afdeling werd naar Covina verplaatst. Het programma voor kinderen werd in 1948 opnieuw opgestart. De Lotus-Circle Messenger en de Junior Theosophist werden vervangen door The Challengers Own.
In 1950 werd aan A. Studley en James A. Long gevraagd geschikte gebouwen te zoeken rond Pasadena. De verhuizing van het internationale hoofdkwartier werd daarmee gestart. De gehele verhuizing was tegen juni 1951 afgerond. Het gebouw waarin de bibliotheek, de drukkerij en de afdeling publicaties werden onderbracht vereiste grote renovatiewerken. Conger heeft de volledige voltooiing van de werken nooit kunnen bewonderen. Hij stierf in Pasadena op 22 februari 1951.
Kolonel Arthur L. Conger was een voornaam en opmerkelijk persoon. Zijn leven stond in dienst van de mensheid.

## Werken
- President Lincoln as war statesman. The State historical society of Wisconsin - 1916
- The Military education of Grant as General - 1921
- The rise of U.S. Grant - 1931

Als redacteur:
- Judge, William Quan: Practical occultism, from the private letters of William Q. Judge. Theosophical University Press, Pasadena 1951
- Purucker, Gottfried de: The dialogues of G. de Purucker, report of sessions. Theosophical University Press, Covina 1948